# Eriopyga oroba
Eriopyga oroba là một loài bướm đêm trong họ Noctuidae.